# Bipassalozetes elegans
Bipassalozetes elegans är en kvalsterart som först beskrevs av Sitnikova 1975.  Bipassalozetes elegans ingår i släktet Bipassalozetes och familjen Passalozetidae. Inga underarter finns listade.